# Mixtape (album DMX-a)
Mixtape to wydana przez wytwórnię Siccness Records 23 marca 2010 roku składanka amerykańskiego rapera DMX-a. Promowana przez singel "Put 'Em Up"

## Lista utworów
1. Prayer - 1:11
2. Put 'Em Up - 2:35
3. I've Seen (featuring JR Writer & Hell Rell) - 3:59
4. Solid (featuring Rampage) - 3:41
5. Baby I'm Gonna Win - 2:41
6. Boy Back Up (featuring Mobb Deep) - 3:19
7. U Ain't Shit (featuring Loon & G-Dep) - 3:50
8. This Is That (featuring Hell Rell) - 2:39
9. Fuck That Bitch - 3:10
10. No Where To Hide (featuring AZ) - 3:17
11. Lil Room (featuring Keith Murray) - 3:32
12. Have You Eva - 2:53

## Notowania
| Lista (2010)                 | Miejsce |
| ---------------------------- | ------- |
| Top Rap Albums               | 20      |
| Top R&B/Hip-Hop Albums       | 46      |
| Billboard Independent Albums | 46      |